# Gregory van der Wiel
Gregory van der Wiel (wym. [ˈgrɛgɔri vɑn dɛr ˈʋil]; ur. 3 lutego 1988 w Amsterdamie) – były  holenderski piłkarz występujący na pozycji obrońcy. W swojej karierze grał w takich klubach jak Paris Saint-Germain czy Cagliari Calcio. Karierę zakończył 1 lipca 2019 roku jako zawodnik Toronto FC

## Kariera klubowa
Jako junior van der Wiel występował w RKSV DG, Ajaksie i HFC Haarlem.
Van der Wiel w Eredivisie zadebiutował 11 marca 2007 w wygranym 4:1 meczu z FC Twente, a do końca sezonu 2006/2007 rozegrał jeszcze trzy mecze. Przed rozpoczęciem rozgrywek Eredivisie w sezonie 2007/2008, 11 sierpnia 2007 van der Wiel razem z Ajaksem pokonując 1:0 PSV Eindhoven wywalczył Superpuchar Holandii. W sezonie 2007/2008 rozegrał sześć ligowych meczów.
17 grudnia 2008 van der Wiel zdobył bramkę samobójczą w meczu Pucharu UEFA ze Slavią Praga, który zakończył się remisem 2:2.
3 września 2012 roku, Gregory podpisał kontrakt z Paris Saint-Germain.

## Kariera reprezentacyjna
11 lutego 2009 roku zmieniając Johna Heitingę w spotkaniu przeciwko Tunezji van der Wiel zadebiutował w reprezentacji Holandii.